# Мельник, Александр Васильевич
Алекса́ндр Васи́льевич Ме́льник (род. 14 февраля 1961, Лазовск, Молдавская ССР) — поэт и писатель, эссеист, менеджер культуры, учёный (защитил диссертацию в Льежском университете, учёная степень «Docteur en sciences», преподавал географию в Брюссельском Институте радиоэлектроники и кинематографии (INRACI — Institut national de radioélectricité et cinématographie), предприниматель.

## Биография
В 1982 г. окончил Московский институт геодезии, аэрофотосъёмки и картографии (специальность «астрономогеодезия», специализация «морская геодезия»). С 1982 по 2000 годы жил в Забайкалье, в Улан-Удэ. С 1982 по 1985 годы занимался геодезическими работами и картографированием дна Байкала. С 1985 по 1991 годы работал в Бурятском научном центре Сибирского отделения АН СССР, занимался использованием аэрокосмических снимков для решения экологических проблем бассейна озера Байкал. В 1990 г. на первых в Бурятии альтернативных выборах, был избран депутатом горсовета Улан-Удэ. С 1986 по 1991 годы был заместителем председателя Молодёжного жилого комплекса Улан-Удэ. С 1991 по 2000 годы занимался бизнесом. С 3 февраля 2000 года живёт в Бельгии. В 2001 году окончил с отличием третий цикл Католического университета Лувена (Лувенский католический университет, франкоязычная ветвь, Лувен-ля-Нёв, Валлония) по специальности «Космические методы исследований и картография». Входил в шорт-лист специального приза и диплома «Русской премии» «За вклад в развитие и сбережение традиций русской культуры за пределами Российской Федерации» (за проект «Эмигрантская лира»). Всего опубликовано более 40 работ, из них по тематике Русского зарубежья около 40, в том числе монографий — 1, статей, рецензий и интервью — около 40.

## Литературная деятельность
Публиковался в поэтических сборниках, альманахах и журналах в разных странах (не менее 13), в том числе в России, Латвии, Бельгии, Великобритании, Израиле, Финляндии. Финалист поэтического турнира «Пушкин в Британии» (2005).
Книги стихов: 

Лестница с неба (послесл. Сергей Шелковый). — Харьков. — 2010

Метаморфоза. — Louvain-la-Neuve. — 2012

Вселенная, живущая во мне. — Amay. — 2014

Поэталамус. — Amay. — 2018. — ISBN 978-2-9602206-0-5

Записки русского бельгийца (книга-билингва). — Amay. — 2020. — ISBN 978-2-9602206-9-8
Время летучих мышей. — Бельгия, Льеж, Amay. — 2024 — ISBN 978-2-491481-18-6
Книги прозы:

Зимовье губы Ширильды. — Amay. — 2013

Полтора километра льда. — Amay. — 2014

Байки из книжной лавки. — Amay. — 2019. — ISBN 978-2-9602206-8-1

1985, или Полевой сезон. — Amay. — 2020. — ISBN 978-2-491481-04-9
Другие книги: 

Лира. Публицистические материалы о поэзии. — Amay. — 2015

Зёрна истины. Исследование проблемы комплексного сопоставления христианских истин со сходными доктринами нехристианских религий. — Amay. — 2017

Русская поэзия за пределами России. XXI век. / (ред.-сост.). — Amay. — 2018

## Культуртрегерская деятельность
С 18 по 20 сентября 2009 г. организовал в Брюсселе первый Всемирный поэтический фестиваль «Эмигрантская лира». Победителями фестиваля стали, в частности, Майя Шварцман, Римма Маркова, Алексей Остудин, Марина Гарбер, Наталья Резник и др. С тех пор этот фестиваль проходит ежегодно в Брюсселе, Льеже и Париже. В жюри фестиваля принимали участие в разные годы В. Брайнин-Пассек, В. Вебер, А. Грицман, О. Дозморов, А. Кабанов, Б. Кенжеев, О. Николаева, А. Радашкевич, А. Цветков, Д. Чкония и др.

10 марта 2011 г. зарегистрировал в Бельгии некоммерческую ассоциацию ASBL «La Lyre émigrée».

С 1 ноября 2012 г. по 8 февраля 2013 г. провёл первый Международный поэтический интернет-конкурс «Эмигрантская лира». Проводится ежегодно.
С 2012 г. проводит однодневные выездные фестивали «Эмигрантская лира» (Москва, Кёльн, Нью-Йорк, Иерусалим, Хельсинки и др.). 

С 2012 г. проводит «Осенние встречи „Эмигрантской лиры“ в Брюсселе».

Главный редактор основанного им в 2013 г. литературно-публицистического журнала «Эмигрантская лира» (ISSN 2295-7081).